# Ератосфенівський період

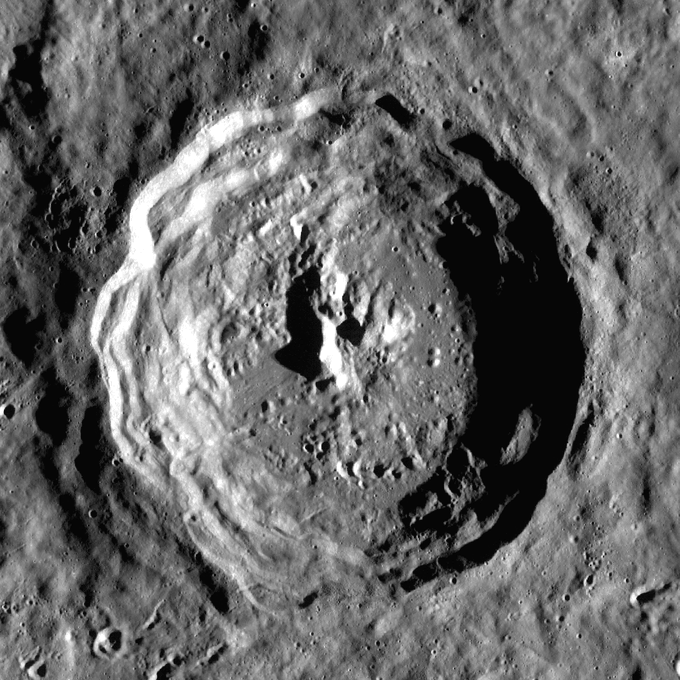
Кратер Ератосфен, за ім'ям якого названо період. Має типовий для кратерів цього періоду вигляд: він добре зберігся, але його промені вже потьмяніли.

Ератосфенівський період — період геологічної історії Місяця, що настав після імбрійського й передував коперниківському. Названий за ім'ям типового кратера цього періоду — Ератосфена. Межі цього періоду, особливо верхня, визначені нечітко. Він почався 3,11–3,24 млрд років тому, а закінчився, за найбільш поширеними уявленнями, між 1,1 та 2,2 млрд років тому.
Межі ератосфенівського періоду проведені таким чином:
- початком періоду є час утворення морських ділянок, де всі кратери, більші за певний поріг, ще не встигли згладитися під впливом метеоритного бомбардування. А саме, на цих ділянках найбільші кратери, внутрішні схили яких згладжені до похилу в 1°, мають діаметр 240±10 м[2][5][3].
- Кінцем періоду зазвичай вважають час утворення найдавніших кратерів, що досі зберегли світлі промені. Його визначення ускладнене не лише проблематичністю з'ясування віку кратерів, а й тим, що сама ця межа дуже розмита: в різних випадках промені зникають із різною швидкістю[4] (докладніше див. у статті «коперниківський період»).

Отже, ці межі проведені не так, як усі інші відмітки на селенохронологічній шкалі (за появою визначних імпактних басейнів). Поява кратера Ератосфен не використовується для поділу місячної історії, бо не була подією глобального масштабу (його викиди вкривають невелику площу). Більш значною, хоча й більш тривалою, подією було падіння інтенсивності вивержень морської лави біля початку періоду; можливо, згодом воно ляже в основу визначення цієї межі.
Виділення цього періоду запропонували 1962 року Ю. Шумейкер та Р. Хакман, засновники сучасного поділу історії Місяця на періоди.

## Ідентифікація об'єктів ератосфенівського віку
Зазвичай ератосфенівськими вважають кратери, що добре збереглися, але вже не мають яскравих променів (променясті кратери відносять до наступного — коперниківського — періоду). Втім, цей підхід має суттєвий недолік: швидкість зникнення променів у різних випадках сильно відрізняється.
Важливий спосіб визначення віку деталей поверхні небесних тіл заснований на підрахунку кратерів, що накопичилися на цих деталях за час їх існування. Концентрація кратерів діаметром ≥1 км на морських ділянках ератосфенівського віку лежить у межах 750–2500 шт/млн км2. Окрім того, є методи визначення віку поверхні, засновані на ступені зруйнованості кратерів, і саме на одному з них базується визначення початку ератосфенівського періоду.

## Об'єкти, що утворилися протягом періоду
У цьому періоді згасала і власна геологічна активність Місяця, і частота астероїдних ударів. Лава, що розлилася протягом періоду, утворює близько 1/3 сучасної площі місячних морів (5% всієї місячної поверхні). Більшість цієї лави знаходиться в західній половині видимого боку й вирізняється підвищеним вмістом титану, дещо збільшеною радіоактивністю та відносно блакитнуватим відтінком. Це здебільшого ділянки в Океані Бур, Морі Парів, західній частині Моря Дощів та Моря Холоду, окремі місця в морях Ясності, Вологості, Хмар, Сміта, Крайовому, а також лавові покриви великих кратерів Грімальді, Платон та Геркулес.
Жодного імпактного басейну в цьому періоді, а також після нього, не з'явилося, але тривало накопичення менших кратерів. Вони здебільшого добре збереглися, але вже втратили велику яскравість та світлі промені. Всього протягом цього періоду утворилося близько 90 кратерів діаметром >30 км. Найбільші з них:
- на видимому боці: Хаузен, Лангрен, Піфагор, Морет, Теофіл, Гемін, Аристотель, Фабрицій (?), Вернер, Плутарх, Геркулес, Булліальд, Ератосфен та ін.;
- на зворотному боці: Біркеланд, Морзе, Рікко, Олькотт, Кірквуд, Фінсен, Ом, Моісеєв.

Породи, що з'явилися протягом ератосфенівського періоду, називаються ератосфенівською системою (англ. Eratosthenian System). Зразки таких порід були доставлені на Землю лише «Аполлоном-12». Це ранньоератосфенівська (3,1–3,3 млрд років) морська лава з Океану Бур.